# Anthony Burgess
John Anthony Burgess Wilson (Manchester, Anglaterra, 25 de febrer de 1917 - 25 de novembre de 1993) fou un escriptor i compositor anglès. Burgess va ser nominat i preseleccionat per al Premi Nobel de Literatura el 1973.

## Biografia
La seva mare va morir l'any 1918, quan ell encara no havia complert els dos anys.
Burgess va treballar com a oficial d'educació a Brunei i Malàisia després de la Segona Guerra Mundial. L'any 1959 va patir un col·lapse durant una classe. Li van diagnosticar un tumor cerebral inoperable amb poques possibilitats de sobreviure més de dos anys. Va retirar-se l'ensenyament i esdevenir escriptor a temps complet amb la intenció que la seva dona, Lynne, pogués viure amb comoditat amb els ingressos provinents dels drets d'autor. En un any va escriure cinc novel·les i mitja. Aquesta mitja novel·la escrita amb la convicció d'una mort propera es va convertir més tard en la seva obra literària més famosa.
El diagnòstic de la malaltia no es va complir; aquest cas es posa d'exemple de la influència benèfica que l'activitat artística té sobre la salut humana.
A partir d'aquell moment, Burgess va escriure i publicar més de 50 llibres que abastaven una àmplia varietat de temes. És autor de moltes crítiques literàries, assaigs sobre Shakespeare i Joyce, articles periodístics i una vintena de novel·les.
El seu treball més famós (o reconegut després de la controvertida adaptació al cinema de Stanley Kubrick) fou la novel·la La taronja mecànica (A Clockwork Orange) escrita l'any 1962. La novel·la fou originalment inspirada per un incident viscut en pròpia persona per l'autor durant la Segona Guerra Mundial, quan ell i la seva dona van ser assaltats el 1944, i la seva dona va ser víctima de robatori i violació per part de quatre soldats dels Estats Units als carrers de Londres. Ella estava embarassada i la pallissa li va provocar un avortament. El llibre tracta sobre la lliure voluntat i la moral, i la manipulació dels individus per forces com la religió o els sistemes polítics, i com aquestes forces duen l'ésser humà a la corrupció.
El treball de Kubrick va provocar controvèrsia, entre altres motius perquè la pel·lícula, tot i haver estat filmada a la Gran Bretanya, segueix la versió de l'obra segons l'edició publicada als Estats Units, que no inclou el polèmic capítol final del llibre (capítol 21) on el protagonista es regenera, ja que al cap d'uns anys comprèn que és millor canalitzar la seva energia d'una manera constructiva.
Altres obres de l'autor són The Wanting Seed, Honey for the Bears, One Hand Clapping, Els que toquen el piano i Mil nou-cents vuitanta-cinc.
Abans de dedicar-se a la literatura es va dedicar a la música, la seva gran passió. Va escriure dues simfonies, i algunes sonates i concerts, i aconseguí una certa fama com a compositor.
La seva capacitat pels idiomes (parlava malai, rus, francès, alemany, espanyol, italià i japonès, a part de l'anglès, el seu mateix idioma, i una mica de xinès, hebreu, suec i persa), es veu reflectida en la creació d'un llenguatge prehistòric fictici (ulam), per a la pel·lícula La Guerre du feu (A la recerca del foc, 1981).
Burgess va morir de càncer de pulmó l'any 1993.

## Obres

### Novel·les
La seva trilogia malaia The Long Day Wanes va ser la primera ficció publicada per Burgess. Els seus tres llibres són  Time for a Tiger, The Enemy in the Blanket i  Beds in the East. Devil of a State és una continuació de la trilogia, ambientada en una versió de ficció de Brunei. L'ambició de Burgess era fer-se el veritable expert fictici de Malàisia. En aquests treballs, Burgess treballava en la tradició establerta per Kipling per a l'Índia britànica, i Conrad i Maugham per al sud-est asiàtic. Burgess operava més a la manera d'Orwell, que dominava bé l'urdú i el birmà (necessaris per a la feina d'Orwell com a agent de policia) i Kipling, que parlava hindi ( après de petit). Com molts dels seus companys anglesos expatriats a Àsia, Burgess tenia un excel·lent domini parlat i escrit de les seves llengües operatives, tant com a novel·lista com com a orador, inclòs el malai.
Els anys de repatriació de Burgess (c. 1960 –1969) van produir Enderby i The Right to an Answer, que toca el tema de la mort, i One Hand Clapping, una sàtira sobre la vacuïtat de la cultura popular. The Worm and the Ring (1961) va haver de ser retirat de la circulació sota l'amenaça d'una acció de difamació per part d'un dels antics col·legues de Burgess, una secretària de l'escola.
La seva novel·la distòpica, La taronja mecànica, es va publicar el 1962. Es va inspirar inicialment en un incident durant el bombardeig de Londres de la Segona Guerra Mundial en què la seva dona Lynne va ser segrestada, agredida i violada per desertors de l'exèrcit estatunidenc a Londres durant el bombardeig. L'esdeveniment pot haver contribuït al seu avortament involuntari posterior. El llibre era un examen del lliure albir i la moral. El jove antiheroi Alex, capturat després d'una curta carrera de violència i caos, se sotmet a un tractament de teràpia d'aversió per frenar les seves tendències violentes. Això fa que el defensi davant d'altres persones i no pugui gaudir d'alguna de la seva música preferida que, a més de la violència, havia estat un plaer intens per a ell. Al llibre de no ficció Flame into Being (1985), Burgess va descriure La taronja mecànica  com un joc de l'anima que es va perdre per diners en tres setmanes. Es va conèixer com la matèria primera d'una pel·lícula que semblava glorificar el sexe i la violència. Va afegir, «la pel·lícula va facilitar que els lectors del llibre no entenguessin de què tractava, i el malentès em perseguirà fins que em mori». En una entrevista de la BBC de 1980, Burgess es va distanciar de la novel·la i les adaptacions cinematogràfiques. A prop del moment de la publicació, el capítol final es va tallar de l'edició americana del llibre.
Burgess havia escrit La taronja mecànica  amb 21 capítols, la qual cosa significava coincidir amb la majoria d'edat. «El 21 és el símbol de la maduresa humana, o abans ho era, ja que als 21 pots votar i assumeixes la responsabilitat d'adult», va escriure Burgess en un pròleg d'una edició de 1986. Necessitant diners i pensant que l'editor era « un ésser benèfic en acceptar l'obra», Burgess va acceptar l'acord i va permetre que La taronja mecànica es publiqués als EUA amb el vint-i-un capítol omès. L'adaptació cinematogràfica de Stanley Kubrick de La taronja mecànica es va basar en l'edició americana, i així va ajudar a perpetuar la pèrdua de l'últim capítol. El 2021, la Fundació Internacional Anthony Burgess va estrenar una pàgina web que catalogava diverses produccions escèniques de La taronja mecànica d'arreu del món.
A Novel·les i novel·listes, una guia per al món de la ficció, de Martin Seymour-Smith: Burgess va relatar que sovint preparava una sinopsi amb una llista de noms abans de començar un projecte. Seymour-Smith va escriure:
Nothing Like the Sun és una recreació fictícia de la vida amorosa de Shakespeare i un examen de les fonts suposadament parcialment sifilítiques de la visió imaginativa del bard. La novel·la, que es basava en la biografia d’Edgar I. Fripp de 1938 Shakespeare, Man and Artist, va guanyar l'aclamació de la crítica i va situar a Burgess entre els primers novel·listes de la seva generació. M/F (1971) va ser catalogat pel mateix escriptor com una de les obres de les quals estava més orgullós. Les dones romanes de Beard van ser reveladores a nivell personal, tractant de la mort de la seva primera dona, el seu dol i la aventura que va portar al seu segon matrimoni. A la Simfonia de Napoleó, Burgess va donar vida a Bonaparte configurant l'estructura de la novel·la amb la simfonia Eroica de Beethoven. La novel·la conté un retrat d'una societat àrab i musulmana sota ocupació per una potència occidental cristiana (Egipte per la França catòlica). A la dècada del 1980, els temes religiosos van començar a protagonitzar molt (El regne dels malvats, L'home de Natzaret, Els poders terrestres). Tot i que Burgess va abandonar el catolicisme a principis de la seva joventut, la influència de la formació catòlica i la visió del món es va mantenir forta en la seva obra durant tota la seva vida. Això és notable en la discussió sobre el lliure albir a La taronja mecànica, i en la visió apocalíptica dels canvis devastadors a l'Església catòlica. – pel que es pot entendre com a influència satànica – a Poderes terrenals (1980).
Burgess va continuar treballant durant la seva última malaltia i estava escrivint al seu llit de mort. La novel·la tardana Any Old Iron és una saga generacional de dues famílies, una russa-gal·lesa, l'altra jueva, que engloba l'enfonsament del Titanic, la Primera Guerra Mundial, la Revolució Russa, la Guerra Civil espanyola, la Segona Guerra Mundial, els primers anys. de l'Estat d'Israel, i el redescobriment d’Excàlibur. A Dead Man in Deptford, sobre Christopher Marlowe, és una novel·la acompanyant de Nothing Like the Sun. La novel·la en vers Byrne es va publicar pòstumament.
Burgess va anunciar en una entrevista de 1972 que estava escrivint una novel·la sobre el Príncep Negre que incorporava les tècniques narratives de John Dos Passos, encara que mai la va acabar d'escriure. Després de la mort de Burgess, l'escriptor anglès Adam Roberts va completar la novel·la, i es va publicar el 2018 amb el títol El príncep negre. El 2019, es va descobrir una anàlisi inèdita d'A Clockwork Orange titulada The Clockwork Condition. S'estructura com les reflexions filosòfiques de Burgess sobre la novel·la que tant li va fer guanyar.

### Estudis crítics
Burgess va començar la seva carrera com a crític. La seva Literatura anglesa, A Survey for Students, estava adreçada als nouvinguts a la matèria. Va seguir amb The Novel To-day (Longmans, 1963) i The Novel Now: A Student's Guide to Contemporary Fiction (Nova York: W. W. Norton and Company, 1967). Va escriure els estudis de Joyce Here Comes Everybody: An Introduction to James Joyce for the Ordinary Reader (també publicat com a Re Joyce) i Joysprick: An Introduction to the Language of James Joyce. També es va publicar A Shorter  Finnegans Wake, el resum de Burgess. La seva entrada novel de l'Encyclopædia Britannica de 1970) es considera com un clàssic del gènere. Burgess va escriure estudis crítics de llarga durada sobre William Shakespeare, Ernest Hemingway i D. H. Lawrence, així com Noranta-nou novel·les: El millor en anglès des de 1939.

### Guions
Burgess va escriure els guions de Moisès el legislador (Gianfranco De Bosio 1974), Jesus of Nazareth (Franco Zeffirelli 1977) i AD (Stuart Cooper, 1985). Burgess va ser coguionista del guió de la sèrie de televisió Sherlock Holmes and Doctor Watson (1980). Els tractaments cinematogràfics que va produir són Amundsen, Àtila, The Black Prince, Cyrus the Great, Dawn Chorus, The Dirty Tricks of Bertoldo, Eternal Life, Onassis, Puma, Samson and Delilah, Schreber, The Sexual Habits of the English Middle Class, Shah, Aquell home Freud i l'oncle Ludwig. Burgess va idear un llenguatge de l'edat de pedra per a La recerca del foc (Quest for Fire; Jean-Jacques Annaud, 1981).
Burgess va escriure molts guions inèdits, inclòs Will! o The Bawdy Bard sobre Shakespeare, basada en la novel·la Nothing Like The Sun. Encoratjat per l'èxit de Tremor of Intent (una paròdia de les aventures de James Bond), Burgess va escriure un guió per a L'espia que em va estimar amb personatges i un to similar a la novel·la. Tenia Bond lluitant contra l'organització criminal CHAOS a Singapur per intentar aturar un assassinat de la reina Elisabet II utilitzant bombes implantades quirúrgicament a l'Òpera de Sydney. Es va descriure com «una barreja escandalosa de sadisme, hipnosi, acupuntura i terrorisme internacional». El seu guió va ser rebutjat, tot i que l'enorme sitja submarí que es veia a la pel·lícula acabada va ser la inspiració de Burgess.

### Dramaturg
La implicació d'Anthony Burgess amb el teatre va començar mentre anava a la universitat de Manchester, on va dirigir obres i escriure crítiques de teatre. A Oxfordshire va ser un membre actiu de l'Adderbury Drama Group, on va dirigir múltiples obres, com Juno and the Paycock de Sean O'Casey, A Phoenix Too Frequent de Christopher Fry, The Giaconda Smile d’Aldous Huxley i The Adding Machine d’Elmer. Arròs.
Va escriure la seva primera obra l'any 1951, anomenada La vigília de Santa Venus. No hi ha constància de la representació de l'obra, i l'any 1964 va convertir el text en una novel·la. Al llarg de la seva vida va escriure múltiples adaptacions i traduccions per al teatre. La seva obra més famosa La taronja mecànica, la va adaptar per a l'escenari sota el títol A Clockwork Orange: A Play With Music. Segons The International Anthony Burgess Foundation va tenir les següents seqüeles: una edició ampliada d'aquesta obra, amb un facsímil de la partitura manuscrita, va aparèixer el 1999; A Clockwork Orange 2004, adaptada de la novel·la de Burgess pel director Ron Daniels i publicada per Arrow Books, es va produir al Barbican Theatre de Londres l'any 1990, amb música de The Edge d’U2.
Les seves altres traduccions famoses són la versió anglesa de Cyrano de Bergerac d’Edmond Rostand. Recentment, dues de les seves traduccions fins ara inèdites van ser publicades per Salamander Street, i l'empremta de Wordville, que la Fundació va qualificar de descobriment literari significatiu. Un és Avar! Avar! Traducció de L'avar de Molière . Tot i que l'obra original francesa està escrita en prosa, Burgess la refà amb una barreja de vers i prosa, a l'estil de la seva famosa adaptació de Cyrano de Bergerac. L'altre Chatsky va subtitular ' La importància de ser estúpid ' basat en Woe from Wit d’Alexander Griboyedov. A Chatsky, Burgess fa una nova obra clàssica russa amb l'esperit d’Oscar Wilde.